# Estádio Roberto Santos Garcia
O Estádio Roberto Santos Garcia mais conhecido como Robertão é um estádio de futebol localizado na cidade de Camboriú, no estado de Santa Catarina, e tem capacidade para 3.300 pessoas e é utilizado pelo Camboriú Futebol Clube.
Quando construído, tinha capacidade para 2.000 pessoas mas em dezembro de 2011, ano em que o Camboriú foi campeão da Divisão Especial do Campeonato Catarinense, o estádio passou por reformas para receber os jogos da divisão principal do Campeonato Catarinense de 2012. O estádio ganhou duas novas arquibancadas expandindo a capacidade para 3.300 pessoas. Foram realizadas obras nos bancos de reservas, melhoramento nas cabines de imprensa, novo bar e pintura nas cores do Camboriú. As dimensões do gramado também foram ampliadas.
Em 2016 a prefeitura municipal, através da Fundação Municipal de Esportes, realizou a implantação de quase oito mil metros quadrados de grama do tipo esmeralda, que é recomendada pela FIFA e melhoria no sistema de drenagem.
O estádio foi palco de algumas finais estaduais. Dentre elas da segunda divisão nos anos de 2011, 2015 e 2021. E da terceira divisão no ano de 2006.